# Pilodeudorix katanga
Pilodeudorix katanga är en fjärilsart som beskrevs av Clench 1965. Pilodeudorix katanga ingår i släktet Pilodeudorix och familjen juvelvingar. Inga underarter finns listade i Catalogue of Life.